# Ráy ngót
Ráy ngót (danh pháp khoa học: Epipremnum pinnatum) là một loài thực vật có hoa trong họ Ráy (Araceae). Loài này được (L.) Engl. mô tả khoa học đầu tiên năm 1908.